# Predappio
Predappio é uma cidade e comuna italiana da região da Emília-Romanha, província de Forlì-Cesena, com cerca de 6.149 habitantes. Estende-se por uma área de 91 km², tendo uma densidade populacional de 68 hab/km². Faz fronteira com Castrocaro Terme e Terra del Sole, Civitella di Romagna, Dovadola, Forlì, Galeata, Meldola, Rocca San Casciano.
A localidade é conhecida por ser o local de nascimento do ditador fascista italiano Benito Mussolini, ditador da Itália entre 1922 e 1943. Mussolini está sepultado em Predappio, e o seu mausoléu é visitado pelos turistas, e é local de peregrinação dos neofascistas. Em abril de 2009, o município baniu a venda de recordações fascistas.

## Demografia
| Variação demográfica do município entre 1861 e 2011                               |
|                                                                                   |
| Fonte: Istituto Nazionale di Statistica (ISTAT) - Elaboração gráfica da Wikipedia |